# ميريام بوير
ميريام بوير (بالفرنسية: Myriam Boyer)‏ هي ممثلة فرنسية. ولدت في 23 مايو 1948 في ليون، فرنسا. ظهرت في أكثر من ثمانين فيلمًا وفي برامج تليفزيونية منذ عام 1970. في سن ال 18، تزوجت من روجر كورنيلاك وأنجبت منه إبنها كلوفيس كورنيلاك.

## روابط خارجية
- ميريام بوير على موقع IMDb (الإنجليزية)
- ميريام بوير على موقع ألو سيني (الفرنسية)
- ميريام بوير على موقع أول موفي (الإنجليزية)
- ميريام بوير على موقع قاعدة بيانات الأفلام السويدية (السويدية)
- ميريام بوير على موقع قاعدة بيانات الفيلم (الإنجليزية)
- ميريام بوير على موقع كينوبويسك (الروسية)